# Olga Charvátová
Olga Charvátová (n. 11 iunie 1962, Zlín, Moravia de Sud⁠(d), Cehia) este o schioare alpină ce a reprezentat Cehoslovacia, medaliată olimpică. A participat la o ediție a Jocurilor Olimpice (1984) în care a câștigat o medalie de bronz.

## Participări
Lista de mai jos prezintă principalele competiții la care a participat Olga Charvátová de-a lungul carierei.
- alpine skiing at the 1984 Winter Olympics – women's downhill[*]